# Heidekamp
Heidekamp település Németországban, Schleswig-Holstein tartományban. Lakosainak száma 529 fő (2023. december 31.). Heidekamp Reinfeld, Zarpen és Rehhorst községekkel határos.

## Népesség
A település népességének változása:
| Lakosok száma | 383  | 448  | 456  | 495  | 527  | 529  |
|               | 1975 | 2017 | 2019 | 2021 | 2022 | 2023 |